# Ungmogyorós
Ungmogyorós (szlovákul: Liesková) Mokcsamogyorós településrésze, egykor önálló község Szlovákiában, a Kassai kerület Nagymihályi járásában.

## Fekvése
Nagykapostól 5 km-re északnyugatra, az Ung folyó bal oldalán fekszik. Mokcsamogyorós keleti részét képezi.

## Története
A település valószínűleg a 11. vagy a 12. században keletkezett. 1375-ben még „Monyoros” néven említik először. 1427-ben „Monoros” néven szerepel. Az 1427-es adóösszeírás szerint 6 adózó háztartása volt. 1599-ben 13 jobbágyház és egy nemesi kúria állt a településen. 1715-ben és 1720-ban csak nemesek éltek a községben.
A 18. század végén, 1799-ben Vályi András így ír róla: „MOGYORÓS. Magyar falu Ungvár Várm. földes Ura Horvát Uraság, lakosai többfélék, fekszik Pálótzhoz nem meszsze, és annak filiája, határja jó, vagyonnyai külömbfélék.”
1828-ban 65 házában 508 lakos élt. Fényes Elek 1851-ben kiadott geográfiai szótárában így ír a faluról: „Mogyorós, magyar falu, Ungh vármegyében, Palóczhoz 1 órányira: 129 rom., 73 gör. kath., 254 ref., 51 zsidó lak., ref. anyaszentegyházzal, jó határral, erdővel. F. u. Horváth, Szmrcsányi, Haraszty s m. Ut. postája Ungvár.”
1910-ben 392-en, túlnyomórészt magyarok lakták. 1920-ig Ung vármegye Nagykaposi járásához tartozott, majd az újonnan létrehozott csehszlovák államhoz csatolták. 1938-1945 között ismét Magyarország része.
1960-ban Mokcsakerésszel egyesítették Mokcsamogyorós néven.

## Nevezetességei
Református temploma 1907-ben épült.

## Lásd még
- Mokcsamogyorós
- Mokcsakerész

## Külső hivatkozások
- Mokcsamogyorós hivatalos oldala
- Községinfó
- Mokcsamogyorós Szlovákia térképén
- E-obce.sk Archiválva 2007. március 19-i dátummal a Wayback Machine-ben
- Eobec.sk